# Sándor Bonnaz
Sándor Bonnaz (n. 11 august 1812, Challex, Ain, Franța – d. 9 august 1889, Timișoara, Austro-Ungaria), cunoscut în română și ca Alexandru Bonnaz, a fost un preot catolic, episcop de Cenad.

## Cariera lui
Tatăl său, János Antal Bonnaz, a servit ca locotenent în armata împăratului francez Napoleon I, iar mama sa se numea Franciska Hugueniot. János a fost ucis în bătălia de la Leipzig în 1813, când Sándor avea 7 ani, moment în care, împreuna cu mama sa, s-au mutat în Ungaria, unde unchiul său, Antal Bonnaz, era preot paroh în Tomnatic. După ce Sándor a terminat studiile liceale la Szeged, a urmat calea preoției. Din 1834, și-a petrecut anii pregătitori la Pázmáneum din Viena, iar în 1837 a fost hirotonit preot de către József Lonovics.
După o scurtă perioadă de activitate de capelan și profesor de teologie, în 1844 a devenit preot la Tomnatic, iar în 1850 a fost numit supraveghetor interimar al tuturor școlilor maghiare și germane din Voivodina Sârbească și Banatul Timișan. Din 1859 a deținut titlul de abate.

### Cariera episcopală
La 10 iunie 1860, după decesul lui Sándor Csajághy, a fost numit în funcția vacantă de episcop al Cenadului și a primit confirmarea papală la 28 septembrie. La 4 noiembrie, a fost uns episcop de către arhiepiscopul József Kunszt din Kalocsa, episcopul Antal József Peitler de la Vác și episcopul János Nehiba de la Knin.
În anul 1870 a participat la Conciliul Vatican I. Ca episcop, a muncit cu seriozitate, iar în calitate de administrator agricol, a transformat posesiunea episcopală într-o fermă model cu o expertiză rară. Prin faptele sale filantropice, și-a câștigat respectul general. A înființat două scaune canonicale, a susținut financiar cu 100.000 de forinți preoții slab remunerați și a contribuit tot cu 100.000 de forinți la fondul de pensii al clerului. A construit numeroase biserici și școli și a înființat 19 parohii. A adus Ordinul Surorilor de Notre Dame în eparhia sa, cheltuind 100.000 de forinți pentru a le stabili (biserica mănăstirii Notre Dame, construită în 1894, este parte a fostei lor mănăstiri din Timișoara, susținută de el). A contribuit cu aproape 2 milioane de forinți pentru binele public.
Din cauza unei boli, în anul 1874, József Németh a fost consacrat episcop și numit în funcția de adjunct al său. Până la moartea sa, timp de 16 ani, au guvernat împreună eparhia. 

## Premii
În 1871 a fost distins cu prima clasă a Ordinului Coroana de Fier .

## In memoriam
În Timișoara, strada dintre Canalul Bega și Bulevardul Hunyadi (astăzi, 16 decembrie 1989) a fost numită strada Bonnaz, fiind cunoscută acum sub denumirea de Bulevardul General Ion Dragalina.
De asemenea, strada din vestul Pieței Romanilor din Timișoara (fosta stradă Deva), se numește strada Episcop Alexandru Bonnaz.